# أناتولي أليكسيفيتش كاراتسوبا
أناتولي أليكسيفيتش كاراتسوبا (الروسية: Карацуба, Анатолий Алексеевич) (و. 1937 – 2008 م) هو رياضياتي، وأستاذ جامعي روسي، ولد في غروزني، توفي في موسكو، عن عمر يناهز 71 عاماً.

## التعليم
تعلم في كلية الميكانيكا والرياضيات بجامعة موسكو الحكومية.

## أعمال بارزة
من أهم أعماله:
- خوارزمية كاراتسوبا.

## جوائز
حصل على جوائز منها:
- جائزة العالم المستحق لروسيا الاتحادية  [لغات أخرى]‏.